# Hidemitsu Moriyasu
Hidemitsu Moriyasu est un joueur de shōgi professionnel japonais né le 18 août 1949 à Kasaoka et mort le 22 novembre 1993.
Hidemitsu Moriyasu remporta le titre de Kisei au premier semestre 1983 et disputa le match pour le titre de Meijin (le plus important des tournois de shogi) en 1984.

## Biographie et carrière
Hidemitsu Moriyasu est né le 18 août 1949.
Il emporta
- trois fois le shinjin-ô-sen (tournoi réservé à l'époque aux joueurs de moins de 30 ans et classés sixième dan ou rang inférieur) : en 1973, 1975 et 1977 ;
- le titre de Kisei au premier semestre 1983 contre Makoto Nakahara ;
- les Nihon Shogi series en 1985 contre Kunio Yonenaga.

Il perdit :
- un match pour le titre de Meijin en 1984 contre Koji Tanigawa ;
- la finale du Kio au premier semestre 1981 et 1982 contre Kunio Yonenaga.
- la finale du Kisei du deuxième semestre 1983 contre Kunio Yonenaga ;
- la finale du Ōza 1984 contre Makoto Nakahara.

Il a été classé 9e dan à partir de 1988.

## Assassinat
Moriyasu fut retrouvé mort poignardé le 23 novembre 1993 à son domicile de la ville de Nishinomiya. Il avait 44 ans. Lorsque sa femme tenta d'appeler la police, elle fut attaquée avec un couteau de cuisine par son fils aîné, âgé de 12 ans à l'époque, qui était en première année de collège. Elle réussit à arracher le couteau à son fils aîné, mais il s'enfuit de chez lui. Peu après 14h30, le 24 novembre , son fils aîné fut retrouvé dans un magasin de logiciels de jeux qu'il fréquentait et qui était à sept kilomètres de la maison de Moriyasu. Le fils aîné, placé en garde à vue, reprochait à son père d'avoir dû étudier pour les examens.
Une autopsie révéla que Moriyasu avait été assassiné entre 17h00 et 18h00 le 22 novembre, la veille de la découverte de son corps.